# توی دریا ۲: صخره
توی دریا ۲: صخره (انگلیسی: Into the Blue 2: The Reef) فیلمی در ژانر اکشن به کارگردانی استیون هرک است که در سال ۲۰۰۹ منتشر شد.

## بازیگران
- کریس کارمک
- لورا وندرورت
- دیوید آندرس
- مارشا توماسون
- آدرینا پاتریج
- میرچا مونرو